# Tillabéri (Region)
Die Region Tillabéri ist eine der sieben Regionen Nigers und liegt im Südwesten des Landes. Ihre Hauptstadt ist Tillabéri. Die Region hat 2.722.482 Einwohner (2012).

## Geographie

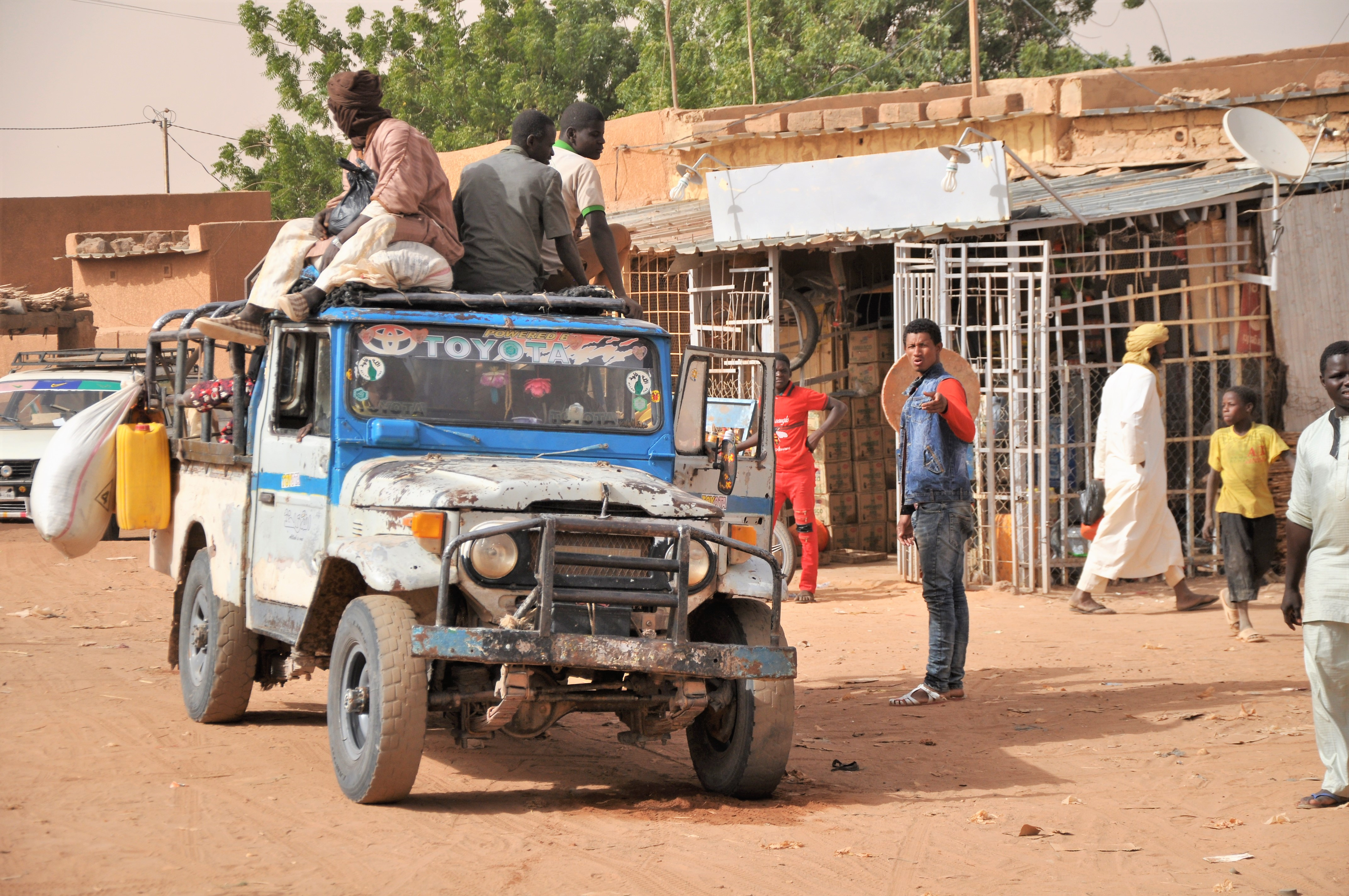
Straßenszene in der Stadt Filingué in der Region Tillabéri (2019)

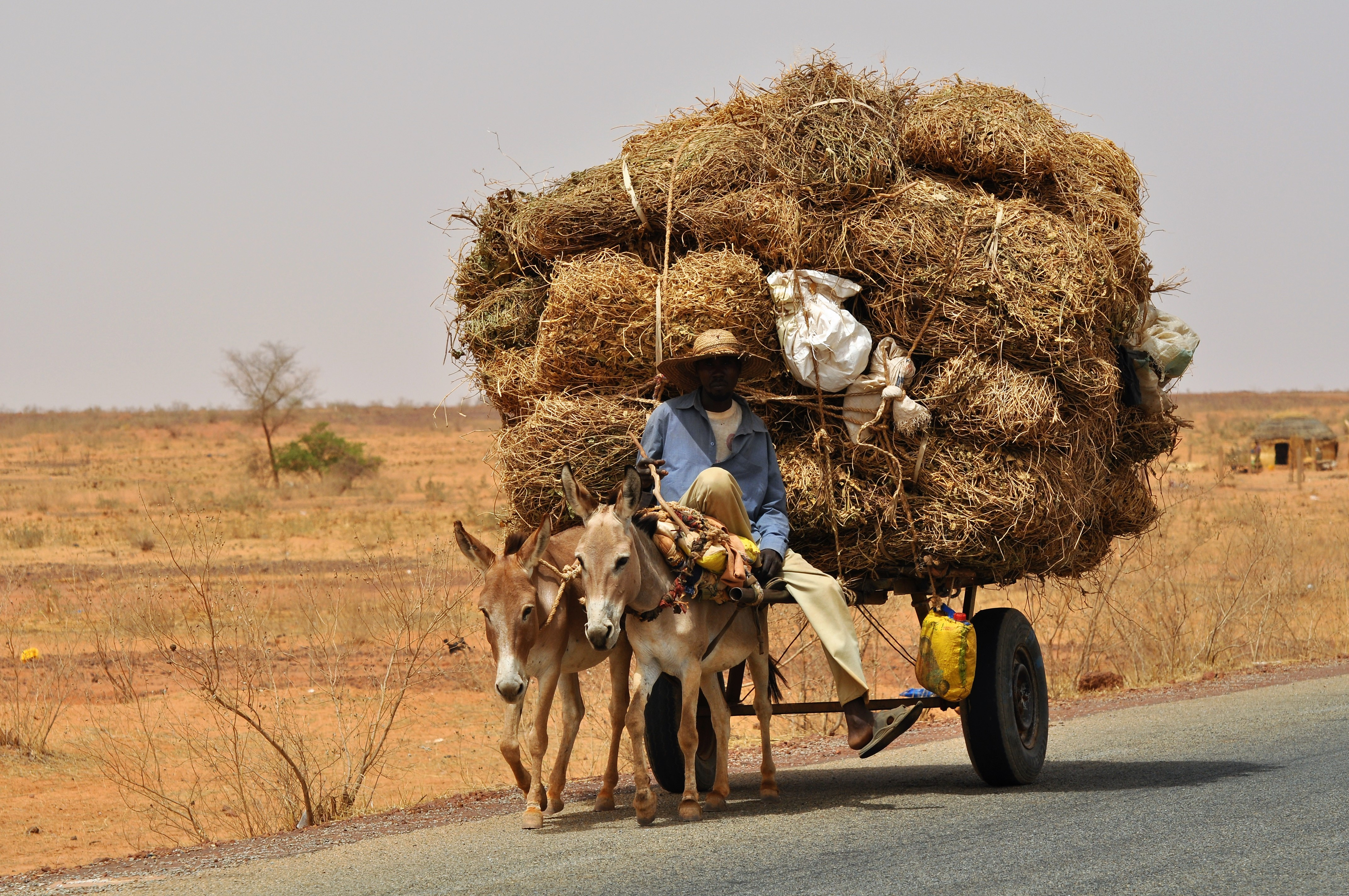
Ein Eselskarren in Liboré in der Region Tillabéri (2019)

Tillabéri liegt in der Sahelzone. Der Fluss Niger fließt durch die Region. Im Nordwesten befinden sich die temporär wasserführenden Flüsse Béli, Gorouol und Sirba, im Süden die Flüsse Mékrou und Tapoa. In ihrem geologischen Aufbau ist die Region im Osten dem Erdzeitalter Tertiär und im Westen dem Erdzeitalter Präkambrium zuzurechnen.
Die Region Tillabéri ist in die 13 Departements Abala, Filingué, Ayérou, Balleyara, Banibangou, Bankilaré, Gothèye, Kollo, Ouallam, Say, Téra, Tillabéri und Torodi unterteilt.
Umschlossen von Tillabéri liegt Niamey, die Hauptstadt Nigers, die einen separaten Distrikt bildet. Im Norden grenzt die Region an den Nachbarstaat Mali, im Osten an die nigrische Region Tahoua und im Südosten an die nigrische Region Dosso. Im Südosten befindet sich in kleiner Grenzabschnitt zum Nachbarstaat Benin. Im Westen grenzt Tillabéri an den Nachbarstaat Burkina Faso.
Im äußersten Süden der Region liegt der Nationalpark W.

## Geschichte
Die Region Tillabéri geht auf die französische Kolonialzeit zurück. Im Juli 1922 wurde Niger in neun Kreise (cercles) gegliedert, die aus Unterabteilungen (subdivisions) bestanden. Im Gebiet der späteren Region Tillabéri gab einen Kreis Tillabéri mit den Unterabteilungen Tillabéri, Djermaganda und Téra sowie einen Kreis Niamey mit den Unterabteilungen Niamey, Niamey-Centrale, Boboye, Filingué und Say. Nach der Unabhängigkeit Nigers im Jahr 1960 wurde die Kreise am 1. Januar 1961 durch 31 Bezirke (circonscriptions) ersetzt.
Der unmittelbare Vorgänger der Region Tillabéri war das Departement Niamey, das durch eine am 1. Oktober 1965 in Kraft getretene Verwaltungsreform geschaffen wurde, die Niger in sieben Departements (départements) gliederte. Der Gemeindeverbund Niamey wurde 1989 aus dem Departement herausgelöst und dessen Sitz nach Tillabéri verlegt, womit das Departement Niamey in Departement Tillabéri umbenannt wurde. Die damaligen Departements wurden schließlich am 14. September 1998 in Regionen (régions) umgewandelt, die in ihrerseits Departements unterteilt sind.

## Politik

### Gouverneur
An der Spitze der Region steht ein vom Ministerrat Nigers ernannter Gouverneur. Er vertritt den Gesamtstaat. Vor der Umwandlung in eine Region wurde das Gebiet nicht von einem Gouverneur, sondern von einem Präfekten geleitet.
Liste der Präfekte (1988–2004)
- 1988–1989: Abba Kiari
- 1989: Salifou Tanko[4]
- 1989–1990: Bagnou Beido[5]
- 1990–1991: Nouhou Bako[6]
- 1991–1993: Malam Ari Boukar
- 1993–1995: Amadou Bagnou
- 1995–1996: Mahamane Danbouzoua
- 1996–1997: Aboubacar Algoumaret
- 1997–1998: Chékou Koré Lawel
- 1998–1999: Ahmed Mohamed
- 1999–2000: Hamidou Maïgari
- 2000–2001: Ibrahim Belko
- 2001–2003: Mahamane Yahaya
- 2003–2004: Iro Yahouza

Liste der Gouverneure (seit 2004)
- 2004–2006: Iro Yahouza
- 2006–2010: Idder Adamou
- 2010–2011: Mahamadou Ibrahim Bagadoma
- 2011–2012: Youssoufa Maïga
- 2012–2016: Diabiri Hassimiou
- 2016: Zourkaleini Boureima Maïga
- 2016–2017: Mohamed Cheloutane
- 2017–2021: Tidjani Ibrahim Katiella[4]
- 2021–2022: Diori Dourahamane[7]
- 2022–2023: Yayé Arouna[8]
- seit 2023: Maïna Boukar[9]

### Regionalrat
Der Regionalrat (conseil régional) von Tillabéri ist ein Organ der Deliberation. Er setzt sich aus gewählten Mitgliedern und Mitgliedern von Rechts wegen zusammen. Letztere, die nicht mehr als ein Fünftel der durch Wahl vergebenen Sitze einnehmen dürfen, sind Vertreter der chefferie traditionnelle, der traditionellen Herrscher. Der Regionalrat von Tillabéri hat 41 gewählte Mitglieder.
Der Präsident des Regionalrats (président du conseil) und dessen ein bis zwei Stellvertreter sind ein Organ der Exekutive in der Region.

## Bevölkerung

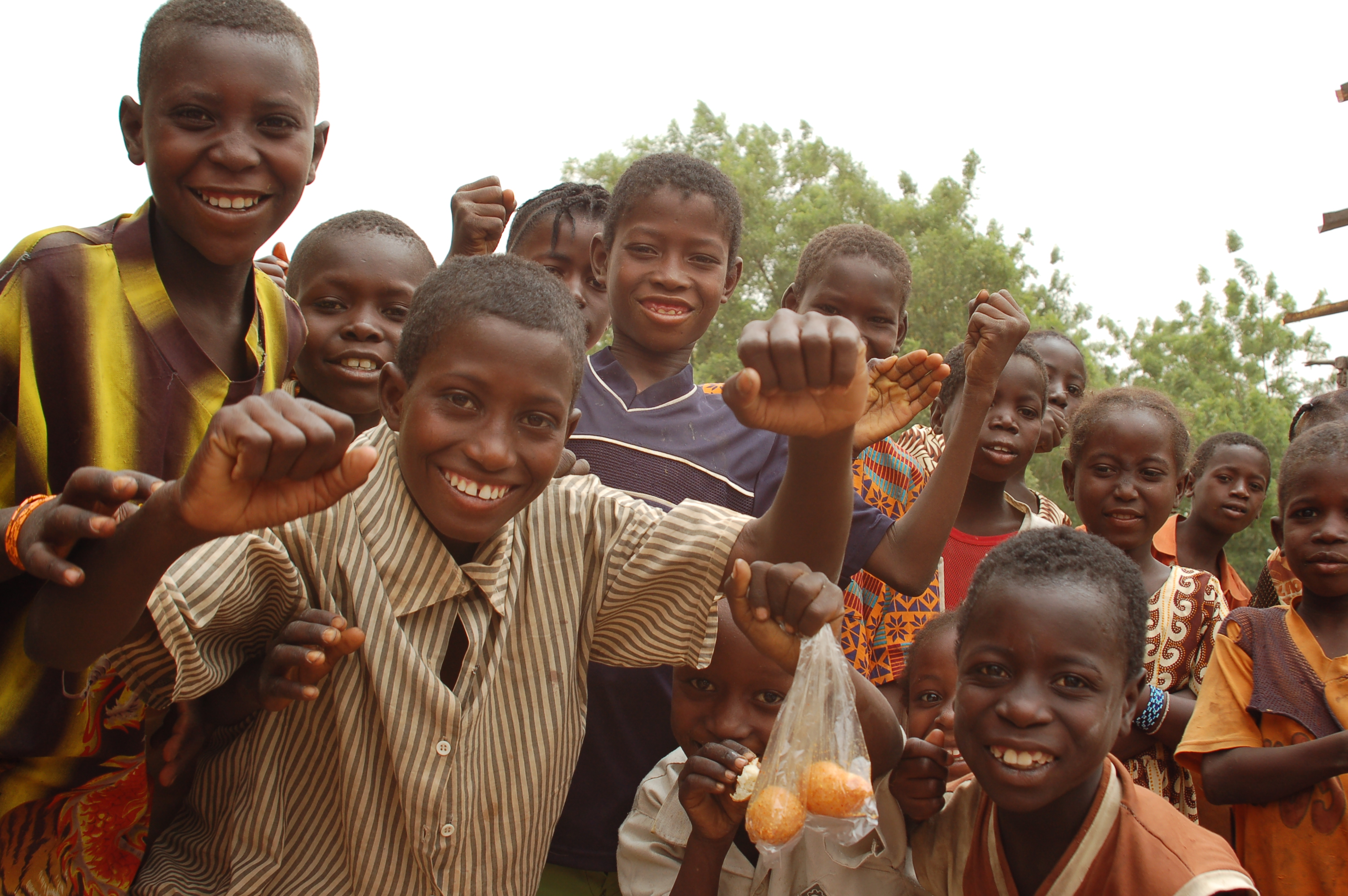
Kinder und Jugendliche in Kouré in der Region Tillabéri (2006)

Das Gebiet der Region Tillabéri hatte 1960, im Jahr der Unabhängigkeit Nigers, etwa 748.000 Einwohner. Die Volkszählung 1977 ergab 928.849 Einwohner, die Volkszählung 1988 1.322.025 Einwohner und die Volkszählung 2001 1.889.515 Einwohner. Die Volkszählung 2012 ergab 2.722.482 Einwohner.
Die Bevölkerungsmehrheit in der Region stellen die Zarma und Songhai mit 64 %. Weitere Volksgruppen in Tillabéri sind Fulbe mit 13 %, Tuareg mit 10 %, Hausa mit 10 % und Gourmantché mit 2 % der Gesamtbevölkerung.

## Religion
Die Bevölkerung gehört mehrheitlich dem Islam an.
Es bestehen folgende katholische Pfarreien, die dem Erzbistum Niamey zugehören:
- St. Franziskus, Makalondi
- Hl. Geist, Bomanga
- St. Johannes der Täufer, Dolbel und Fantio

## Wirtschaft und Infrastruktur
In der Region Tillabéri gibt es 2513 Grundschulen, davon sind 13 Privatschulen. Die Brutto-Einschulungsrate betrug im Schuljahr 2009/2010 68,9 % (landesweit 72,9 %), bei Mädchen 64,3 % (landesweit 63,9 %). Auf einen Grundschullehrer kamen durchschnittlich 37 Schüler (landesweit 39). Die Grundschulabschlussrate betrug 39,7 % (landesweit 49,3 %), bei Mädchen 36,5 % (landesweit 41,5 %).